# 石田川 (岐阜県)

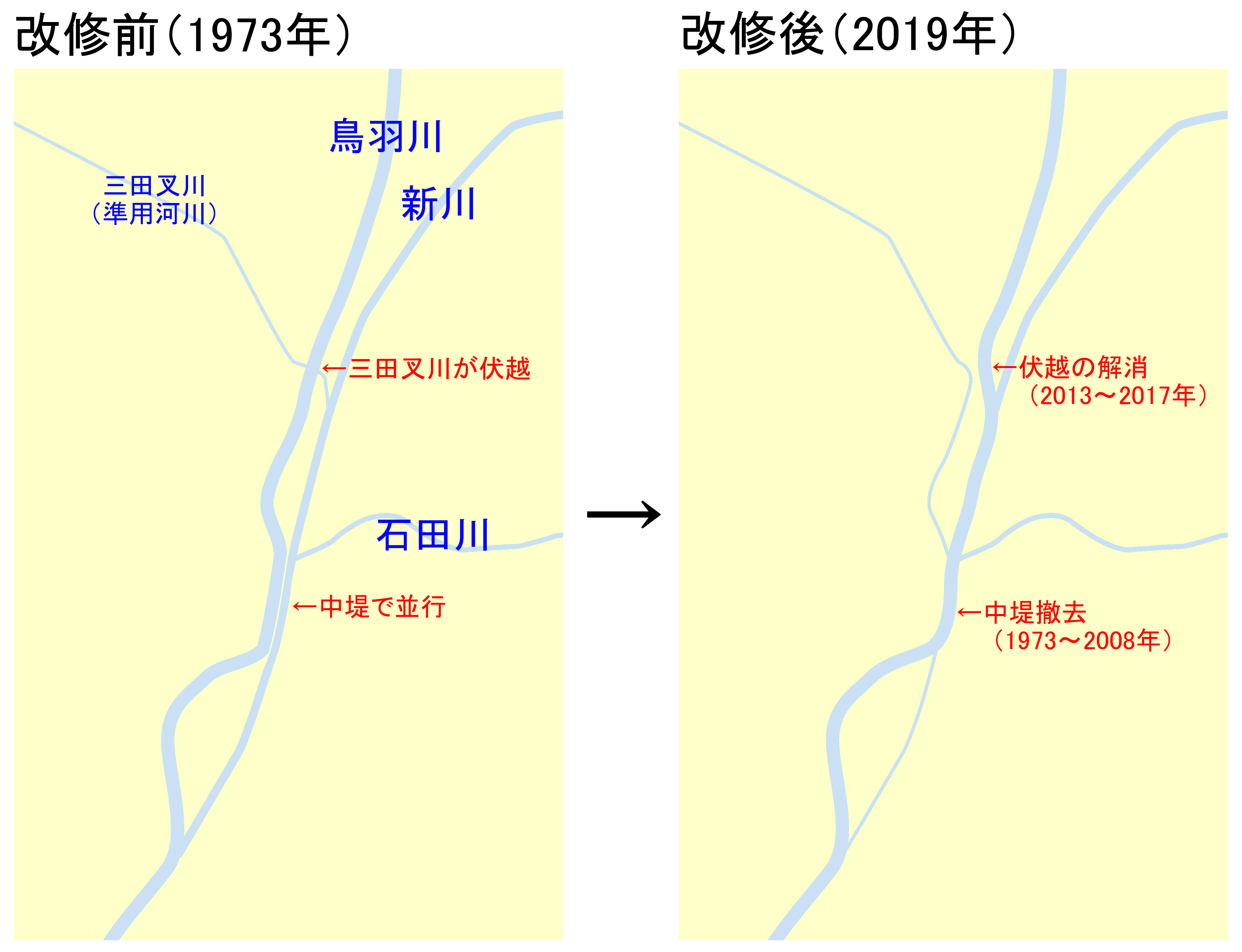
1973年から2019年に行われた河川改修の前後比較

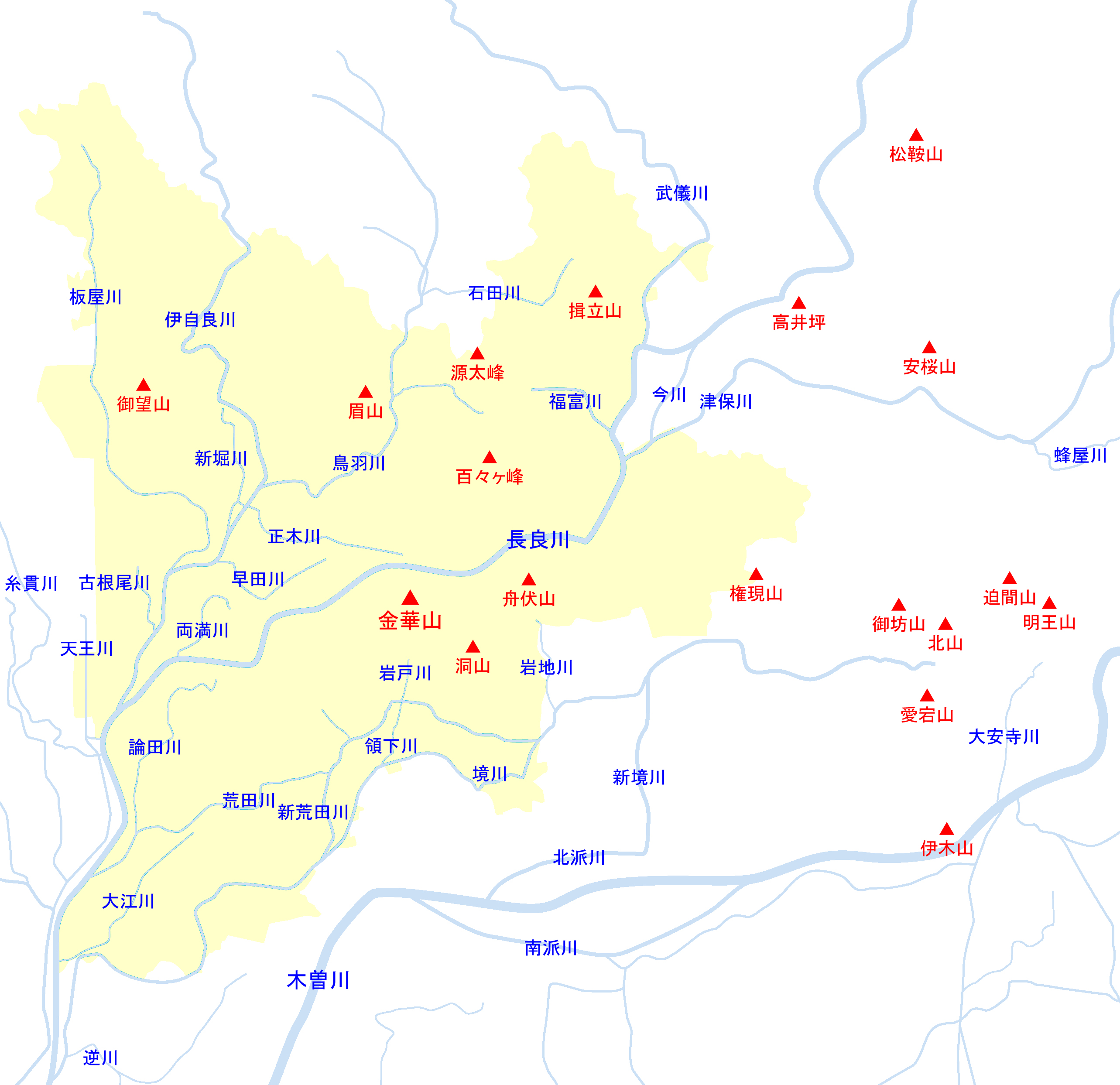
岐阜市周辺主要河川の位置関係図

石田川（いしだがわ）は、木曽川水系の一級河川。岐阜県岐阜市・山県市を流れる。

## 地理
岐阜県岐阜市出屋敷付近が水源。岐阜県道59号北野乙狩線に沿い南下し、岐阜ファミリーパーク西側を流れる。北野北交差点付近で県道59号から離れ、南西に流れを変え、岐阜女子大学付近からは西に流れる。山県市に入り、山県市の中心部高富付近で鳥羽川に合流する。
国土交通省中部地方整備局が公表する『河川コード台帳』には、新川・鳥羽川・伊自良川・長良川を経て伊勢湾に至る木曽川の5次支川として記載されているが、2019年（令和元年）までの鳥羽川の改修工事の中で石田川の合流先は新川から鳥羽川へと変更されているため、現在の石田川は木曽川の4次支川である。
岐阜ファミリーパークは、住宅団地になるはずだったが、排水による石田川の増水により、洪水の危険性が高まるという、西山住民の反対により、公園に変わった。岐阜県道59号北野乙狩線が、田園地帯の割に、整備が早かったのは、団地計画の名残りである。生息する魚の種類が多いことが知られている。